# Білозерська Любов Михайлівна
Любо́в Миха́йлівна Білозе́рська, до шлюбу Брусліновська (нар. 28 серпня 1942, с. Стецівка, Звенигородський район, Черкаська область— 2 липня 2016)— українська педагогиня-новаторка, авторка поетичних збірок та прозових творів, громадська діячка. Заслужена вчителька України (1992), Відмінниця освіти України" (2007), лауреатка премії імені Народного учителя О.А.Захаренка (2007).

## Життєпис
Народилася 8 серпня 1942 в селі Стецівці в селянській сім'ї — Брусліновського Михайла Назарійовича та Брусліновської (Волосенко) Софії Андріївни. Навчалась в Стецівській середній школі. Закінчивши навчання в 1962 році, залишилась працювати в школі старшою піонервожатою та вступила до Черкаського педагогічного інституту. 
В 1961 р. одружилася з Білозерським Володимиром Олексійовичем військовослужбовцем, проживали в Німеччині в м. Лейпциг (син Валерій). Після розлучення переїхала в Стецівку. З 1966 pоку працювала вчителькою української мови і літератури та перевелась на заочне відділення Київського державного університету імені Т. Г. Шевченка, який закінчила в 1969р. 
В 1988р. разом із педагогічним та учнівським колективом школи створила другу в Україні Малу академію народних мистецтв ).  З 1992р. по 2013 р працювала директоркою Стецівської загальноосвітньої школи І- III ступенів (згодом: Стецівська загальноосвітня школи І- III ступенів Мала академія народних мистецтв). 
Померла 2 липня 2016 у віці 73 роки. Похована в селі Стецівці.

## Досягнення
Спеціалістка вищої категорії, вчителька-методистка, відмінниця освіти України. Заслужена учителька України, засновниця авторської школи: Стецівська загальноосвітня школа І-ІІІ ступенів [Архівовано 24 січня 2021 у Wayback Machine.]— Мала академія народних мистецтв (МАНМ). 
Авторка публікацій з впровадження в навчально-виховний процес народної педагогіки, українських традицій, уроків добра і любові до України. Активна учасниця створення концепції національного виховання. Досвід Стецівської загальноосвітньої школи І-ІІІ ступенів— Малої академії народних мистецтв (МАНМ) схвалено виїзним засіданням президії АПН України (2001). Член Черкаського обкому Профспілки працівників освіти і науки [Архівовано 23 січня 2022 у Wayback Machine.], делегатка Всесвітнього форуму українців (1997, 2001), делегат Всеукраїнського з'їзду працівників освіти (1992).

## Нагороди
- Почесне звання «Заслужений вчитель України» (1992);
- Грамота Міністерства освіти України;
- «Жінка року Черкащини», [Архівовано 3 вересня 2018 у Wayback Machine.] в номінації «Жінка— берегиня народних традицій» (2000);
- «Учитель року», м. Черкаси (II місце, 2002);
- «Українська Мадонна» (газета «Сільські вісті» 2003);
- Почесна грамота Всеукраїнського товариства «Просвіта» імені Т. Шевченка (2003).
- Нагрудний знак «Відмінник освіти України» (2006);
- Лауреатка премії імені Народного учителя О.А.Захаренка (2007);

## Публікації
- Білозерська, Л.М. Іди між люди, Слово… / / Радянська освіта.— 1990.— 6 березня.— С.4.
- Білозерська, Л.М. Думці не заснути, любові не згаснути (з досвіду роботи Малої академії народних мистецтв) / / Українська мова і література.— 1990.– №1.— С. 29.
- Білозерська, Л.М. Дівчина з Хрещатика: уривки з документальної повісті / / Шевченків край: газета (Звенигородка).— 1990.— 1 вересня.— С.3.
- Білозерська, Л.М. Хвала сонцю: поезії / Л.М.Білозерська.— Черкаси: Інлес, 1994.— C.24.[14]
- Білозерська, Л.М. Нагірнюки: документальна повість / / Катеринопільський вісник.— 1995.— 30 жовтня; 2, 16, 23 листопада.— С.4.
- Білозерська, Л.М. Поміж ненавистю й любов'ю / Л.М.Білозерська / / Самоцвіти: перша поетична антологія педагогів України[15]— Київ: Молодь, 1996.— С.33.
- Білозерська, Л.М. Виховання морально і фізично здорового покоління засобами народного мистецтва та народної деонтології / Л.М.Білозерська.— Черкаси: Редакційно-видавничий відділ ЧОІПОПП, 2007.— С.52.
- Білозерська, Л. М. З молитвою про Україну: поезії / Л.М.Білозерська. [Архівовано 12 січня 2021 у Wayback Machine.]— Черкаси: ІнтролігаТОР, 2013.— C.172[16].
- Білозерська, Л.М. Пора розплаканих дощів: поезії [Архівовано 6 грудня 2021 у Wayback Machine.] / Л.М.Білозерська.— Черкаси: ІнтролігаТОР, 2015.— С.87[17].
- Білозерська, Л. М. Ангел наш добрий— мати Софія [Архівовано 29 січня 2021 у Wayback Machine.] / Л.М.Білозерська.— Умань: ВПЦ Візаві, 2016.— С.112.[18]